# Estación de Gornal
Gornal es un apeadero ferroviario situado en la ciudad española de Hospitalet de Llobregat, en la provincia de Barcelona, comunidad autónoma de Cataluña. Forma parte de la línea 8 del Metro de Barcelona y de la línea Llobregat-Noya de Ferrocarriles de la Generalidad de Cataluña (FGC) por donde circulan trenes de las líneas S3, S4, S8, S9, R5/R50 y R6/R60. Ofrece una conexión con la línea R2 de Cercanías Barcelona a través de la estación de Bellvitge.
| << cabecera                 | < estación | línea | estación >  | cabecera >>  |
| --------------------------- | ---------- | ----- | ----------- | ------------ |
| Línea Llobregat-Anoia       |            |       |             |              |
| Molí Nou-Ciutat Cooperativa | San José   |       | Europa-Fira | Plaza España |
| Can Ros                     | San José   |       | Europa-Fira | Plaza España |
| Olesa de Montserrat         | San José   |       | Europa-Fira | Plaza España |
| Martorell Enlace            | San José   |       | Europa-Fira | Plaza España |
| Quatre Camins               | San José   |       | Europa-Fira | Plaza España |
| Manresa Baixador            | San José   |       | Europa-Fira | Plaza España |
| Igualada                    | San José   |       | Europa-Fira | Plaza España |
| Manresa Baixador            | San José   |       | Europa-Fira | Plaza España |
| Igualada                    | San José   |       | Europa-Fira | Plaza España |

## Situación ferroviaria
Se encuentra ubicada en el punto kilométrico 1,9 de la línea férrea de ancho métrico que une Magoria con Martorell y Manresa a 5 metros de altitud.